# David Graham Phillips
David Graham Phillips, född 31 oktober 1867, död 24 januari 1911, var en amerikansk författare.
Phillips gjorde sig efter universitetsstudier först känd som reporter i New York World 1893-1902. Han skrev även flera starkt naturalistiska romaner ur samtida amerikanskt liv. Han debuterade 1901 med Great god success, en skildring ur New York-journalisternas liv, och hade sin största framgång med Susan Lenox (1907, dramatiserad och filmad, svensk översättning 1924).